# Eublemma conspersa
Eublemma conspersa is een vlinder uit de familie van de spinneruilen (Erebidae). De wetenschappelijke naam van deze soort is voor het eerst voorgesteld als Aphendala conspersa door Arthur Gardiner Butler in een publicatie uit 1880.
De soort komt voor in India (Himachal Pradesh) en Taiwan.